# O Pássaro Azul

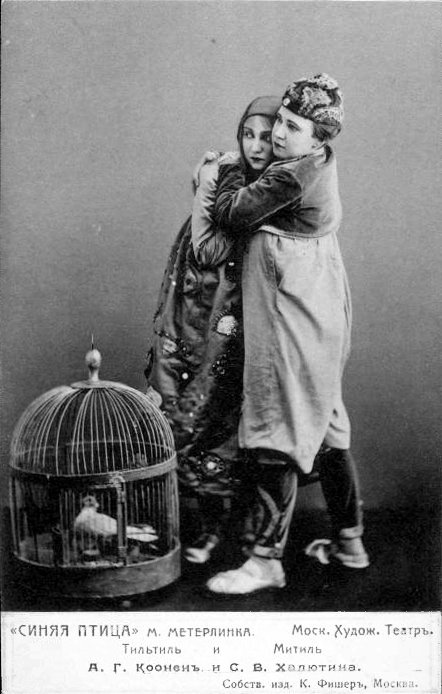
Alisa Coonen (na esquerda) e Sofya Khalyutina (na direita) na estreia da peça em 1908.

O Pássaro Azul (L'Oiseau Bleu) é uma peça do dramaturgo belga Maurice Maeterlinck, escrita originalmente em francês.

## Histórico
Escrita em 1908, estreou em 30 de setembro desse mesmo ano no Constantin Stanislavski’s Moscow Art Theatre. Em 2 de março de 1911, foi a estréia francesa, no Théatre Réjane, em Paris.
Foi transformado em filme através de diversas versões, além de uma série de televisão. Maeterlinck escreveu também uma pequena continuação, “L'oiseau bleu et les fiançalles”.

## Ópera
O compositor francês Albert Wolff (1884-1970) transformou "O Pássaro Azul" em ópera, estreando no N. Y. Metropolitan em 1919.

## Cinema
- Foi filmado pela primeira vez em 1910, no Reino Unido, num filme mudo estrelado por Pauline Gilmer e Oliver Walter.
- Em 1918, nos EUA, ainda no cinema mudo foi filmado sob a direção de Maurice Tourneur e a produção de Adolph Zuckor, estrelado por Tula Belle e Robin Macdougall.
- Em 1940, foi feita uma refilmagem, dessa vez já em technicolor, pela Twentieth Century Fox, sob a direção de Walter Lang, com Shirley Temple, Spring Buyington e Nigel Bruce.
- Na União Soviética, em 1970, foi filmado pela Soyuzmultfilm, sob a direção de Vasily Livanov, com Liya Akhendzhakova, Vladimir Kenigson e Rina Zelyonaya.
- Em 1976, foi filmado em realização conjunta, pelos EUA (Twentieth Century Fox), União Soviética (Lenfilm) e Reino Unido, num filme dirigido às crianças, sob direção de George Cukor, estrelado por Elizabeth Taylor, Jane Fonda, Ava Gardner, Cicely Tyson e Robert Morley.

## Televisão
Em 1980, foi produzida uma série de animação japonesa para a televisão, “Maeterlinck's Blue Bird: Tyltyl and Mytyl's Adventurous Journey”, contando com 26 episódios, dirigida por Hiroshi Sasagawa, com desenhos de Leiji Matsumoto.